# Tuinlobelia
De tuinlobelia (Lobelia erinus) is een eenjarige plant uit de klokjesfamilie (Campanulaceae).
De soort komt van nature voor in Zuid-Afrika. De plant is van daaruit verder verspreid naar Europa, Marokko, Verenigde Staten (onder andere Hawaï) en Zuid-Australië. De tuinlobelia komt in Nederland als verwilderde plant voor. De soort is populair als sierplant en is de basis voor een hele serie cultivars. Er zijn langere meer liggende cultivars en zeer compacte rechtopstaande cultivars. De 'Cascade serie' met onder meer 'Blue Cascade', 'Crimson Cascade', 'Red Cascade' en andere kleuren valt hierin op. Het aantal chromosomen is 2n = 28 of 42.
De plant wordt 8-15 cm hoog. De onderste, 10 mm lange en 4–8 mm brede bladeren zijn ovaal en hebben een getande of gezaagde bladrand. De bladeren hoger op de stengels zijn smal en soms gaaf.
Lobelia erinus bloeit in het wild vanaf mei tot in oktober met blauwe tot violette, 8-10 mm grote, vijflobbige bloemen. De bloeiwijze is een losse, 0,5-4,5 cm lange pluim. De waaiervormige onderlip heeft drie lobben. De bovenlip heeft twee, smalle lobben. De gekweekte variëteiten hebben witte, blauwe, paarse, roze of rode bloemen met een geel of wit centrum. De vijf kelkbladeren zijn vergroeid en hebben lange, smalle lancetvormige tanden. De vijf meeldraden zijn vergroeid tot een buis. Twee meeldraden zijn korter dan de andere drie en zijn 3 tot 7 mm lang.
De vrucht is een 5–8 mm grote doosvrucht met talrijke, 0,3-0,4 mm lange zaadjes.

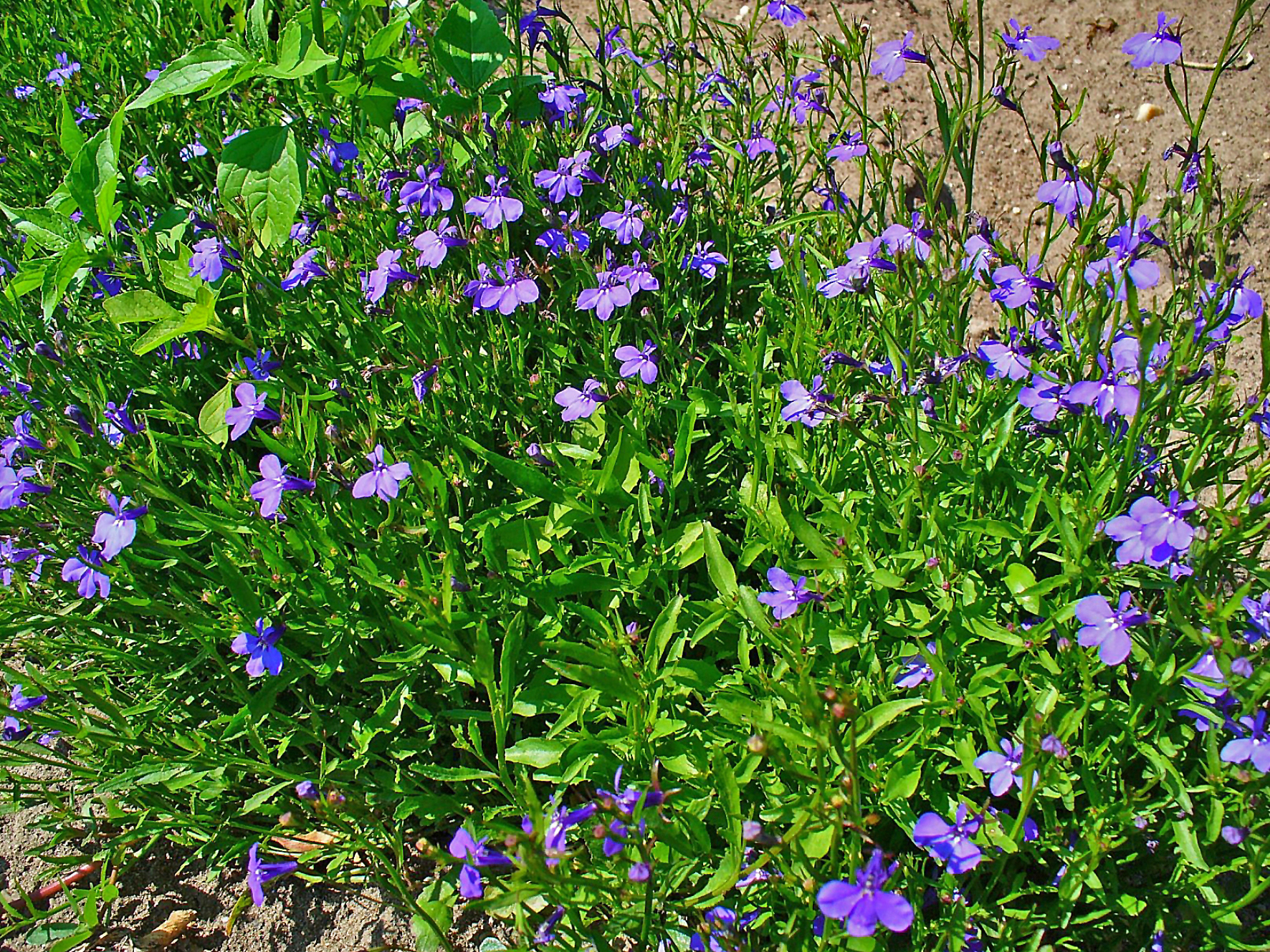
planten
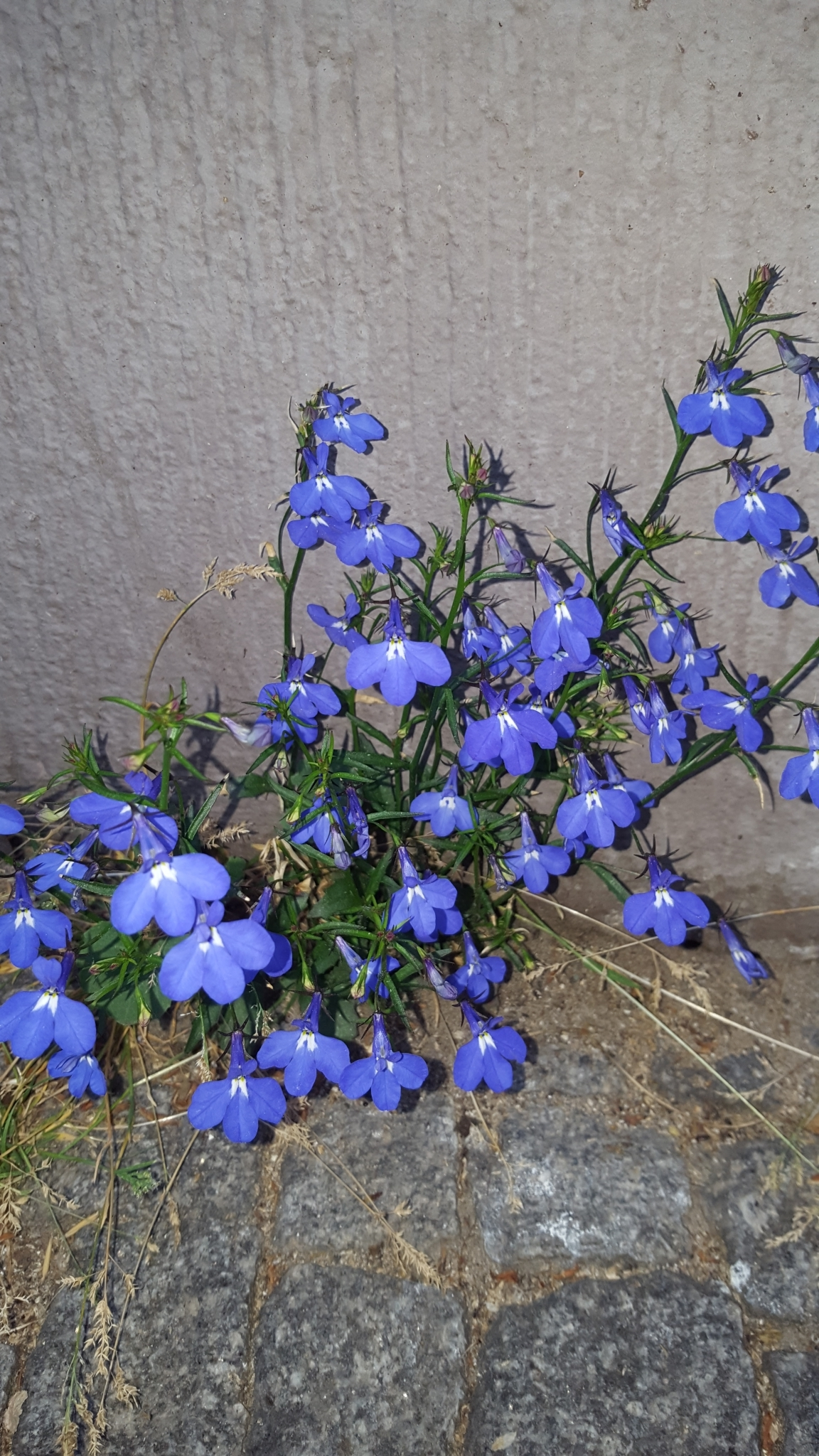
Plant
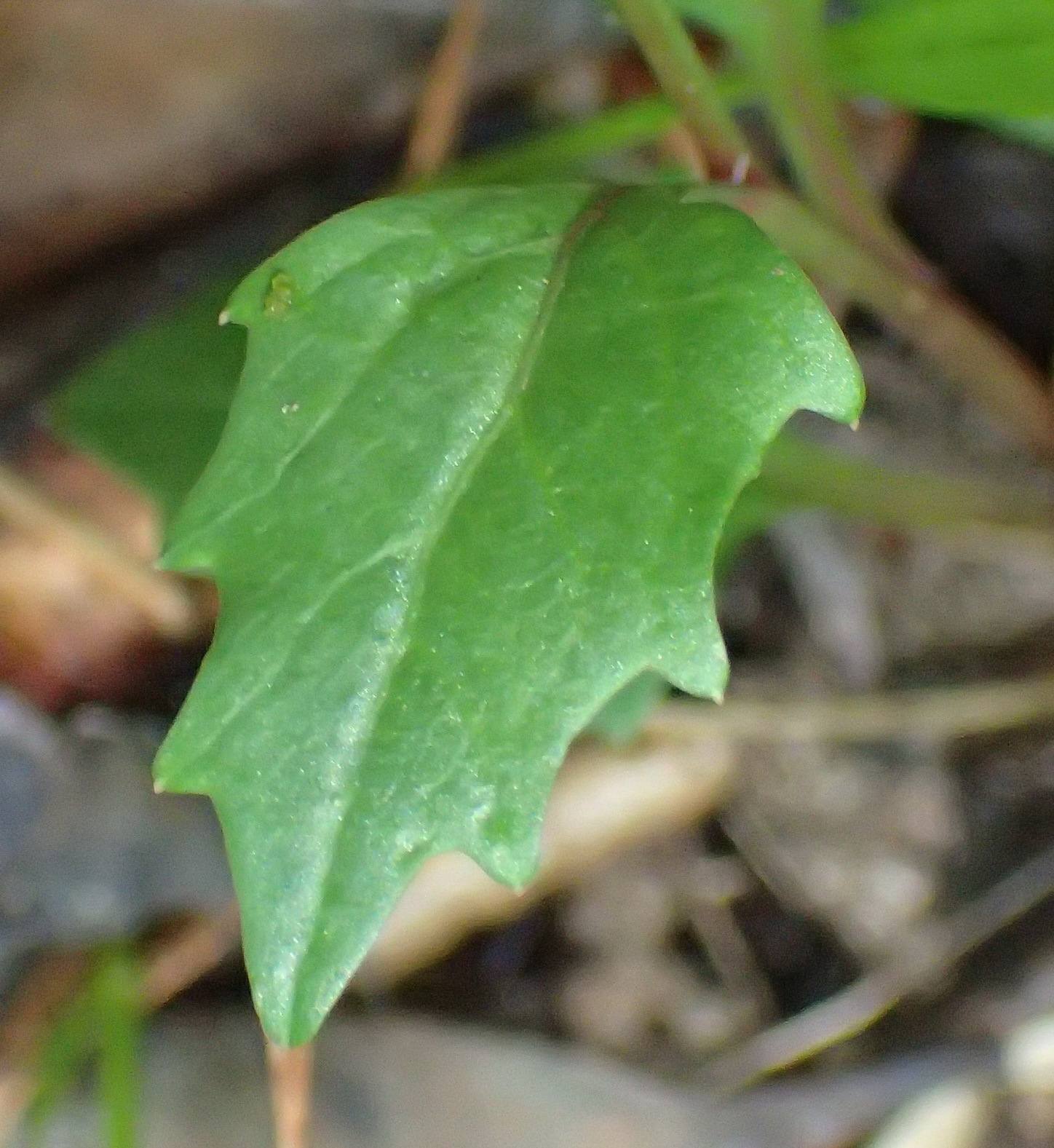
Blad
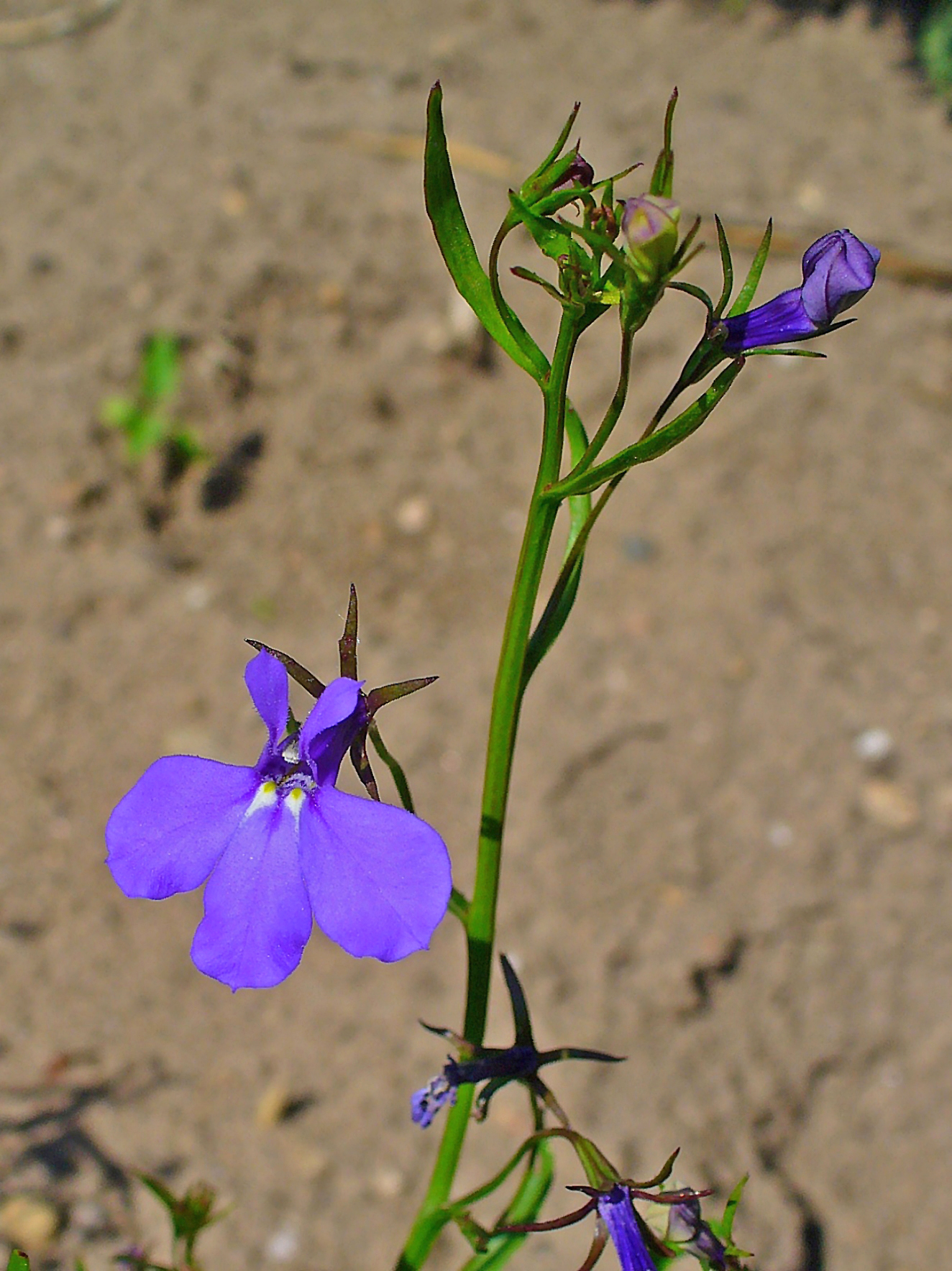
Bloeiwijze
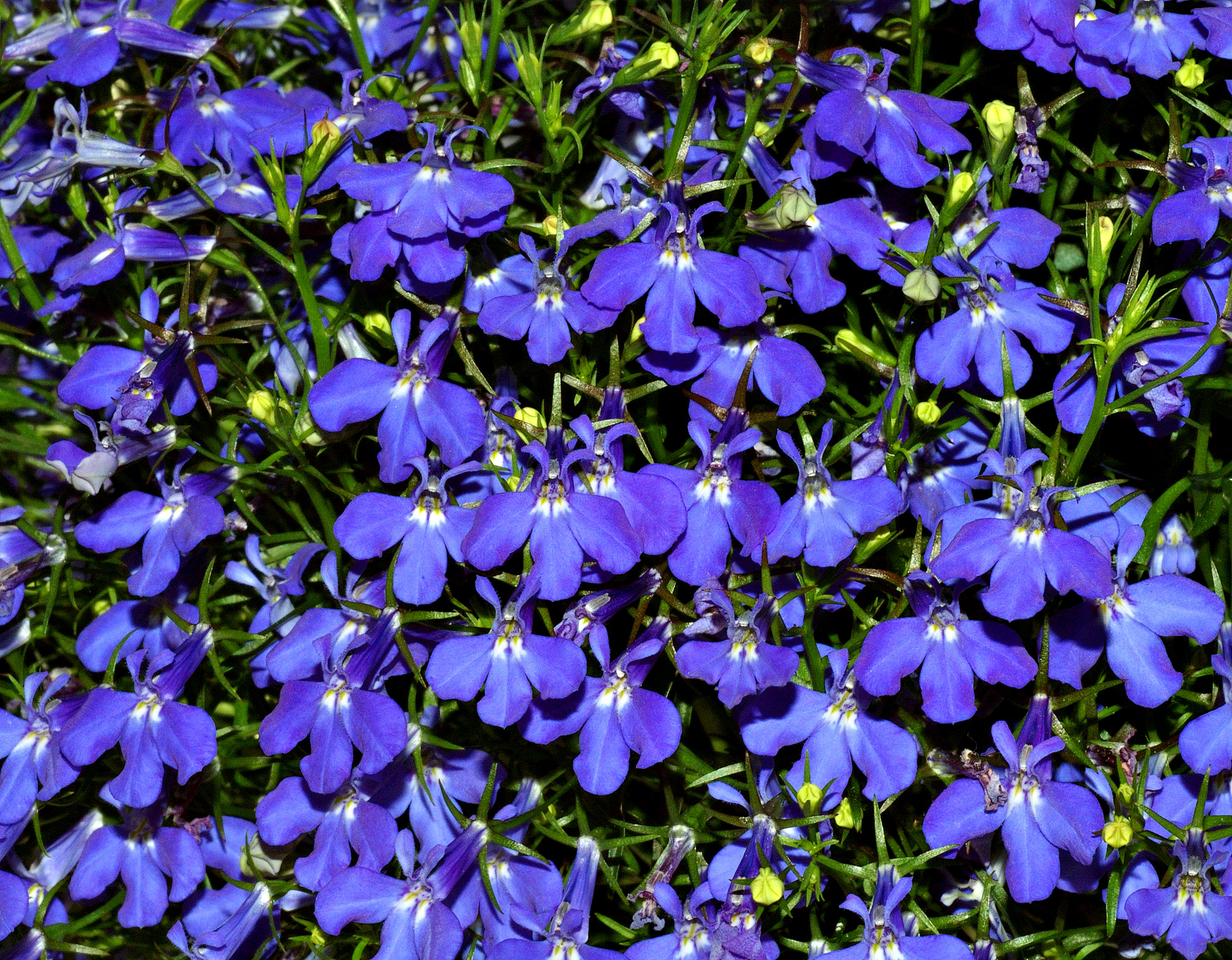
Bloemen
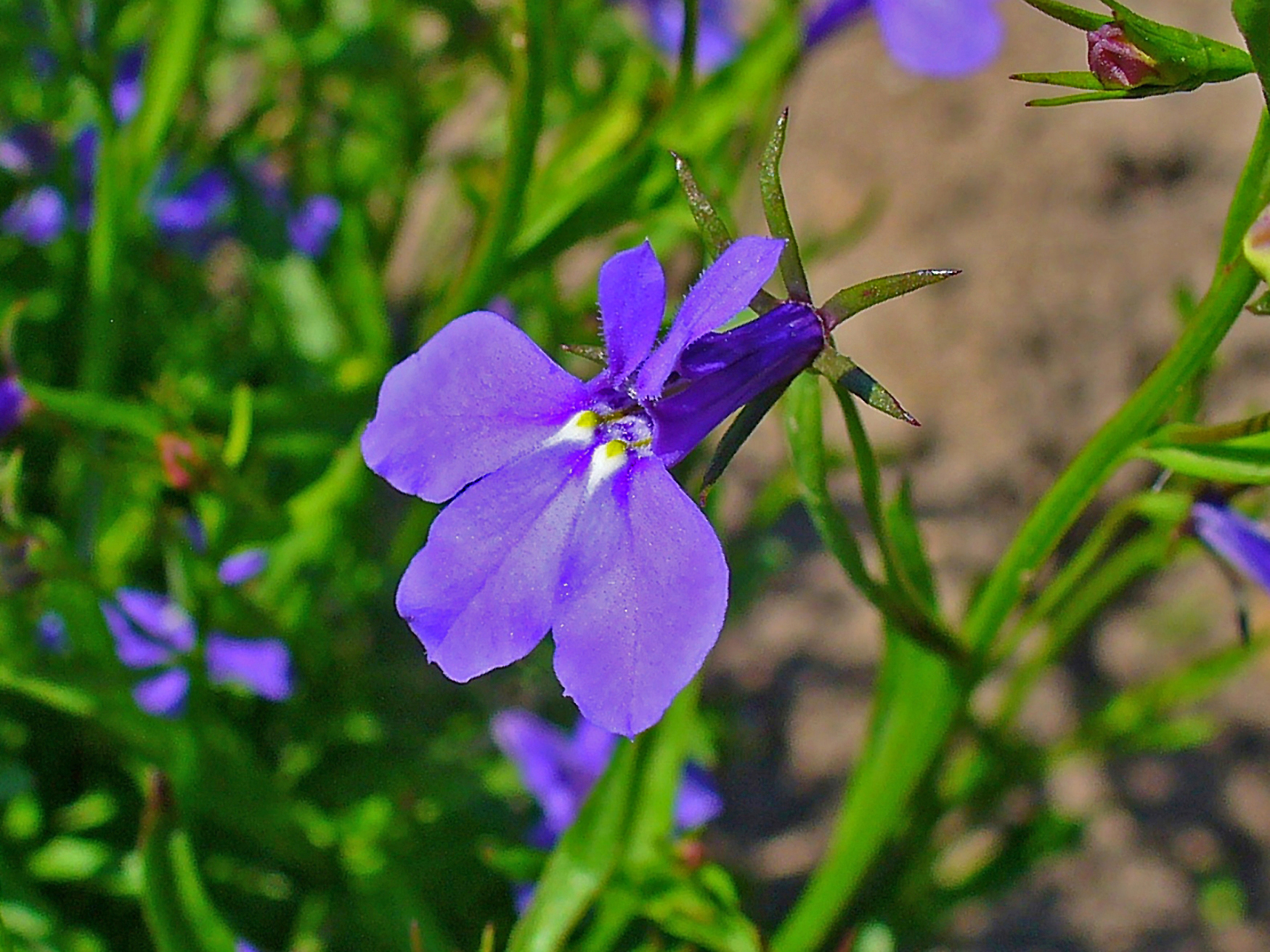
Bloem